# Guillaume de Jumièges
Guillaume de Jumièges ou Guillelmus Gemeticensis est un chroniqueur normand de langue latine du XIe siècle.

## Biographie
Contemporain de la conquête de l'Angleterre, Guillaume de Jumièges, dit Guillelmus Calculus (Guillaume Caillou) est l’un des premiers auteurs à évoquer les événements de 1066. Lui-même est une figure énigmatique qui n’est connue comme moine de l’abbaye de Jumièges que par son épître dédicatoire à Guillaume le Conquérant. Comme il mentionne également qu’il fut le témoin oculaire de quelques événements du règne de Richard III (1026-1027), il semble raisonnable de supposer qu’il est né autour de l’an mil. Il est probablement entré au monastère au cours du premier tiers du XIe siècle et a été éduqué par Thierry de Mathonville. Selon Orderic Vital, le surnom de Guillaume était « Calculus », mais il n’a pas révélé la signification de ce surnom. Sa mort, postérieure à 1070, n’a pas été consignée.
Guillaume de Jumièges était un Normand écrivant d’un point de vue normand et, quoiqu’il n’ait été qu’un moine sans aucune expérience militaire, il a relaté les accomplissements de son peuple avec fierté. Il fut le compilateur original de l’histoire des Ducs de Normandie connue sous le nom de Gesta Normannorum ducum (« Histoire des Ducs de Normandie »), écrit vers 1070. Cette geste a été bâtie sur le cadre d’une histoire précédente compilée par Dudon de Saint-Quentin, De moribus et actis primorum Normannorum ducum (« Coutumes et actions des premiers Ducs de Normandie »), rédigée quelque part entre 996 et 1015. Cette œuvre fut commanditée par le duc Richard Ier et renouvelée par son fils Richard II (996-1026), ainsi que par son demi-frère, le comte Raoul d’Ivry. L’œuvre de Dudon est reprise dans les années 1050 par Guillaume de Jumièges qui a révisé, abrégé et mis à jour son De moribus en y ajoutant une relation des règnes des ducs Richard II (996-1026), Richard III (1026-1027), Robert Ier (1027-1035) et Guillaume II (1035-1087).
Ayant fini son travail vers 1060, Guillaume de Jumièges le reprit, après que Guillaume le Conquérant fut devenu roi d’Angleterre, pour y ajouter l’épisode de la conquête normande de l’Angleterre et relater les événements jusqu’à 1070. Les Gesta Normannorum ducum ont été ensuite augmentés au XIIe siècle par les moines chroniqueurs Orderic Vital et Robert de Torigni.

## Œuvre
Gesta Normannorum ducum, achevé vers 1071-1072, a connu plusieurs éditions modernes :
- Éd. François Guizot, Paris, Brière, 1826[3]. Traduction en français. En ligne sur Gallica[4] ;
- Éd. Jean Marx, Paris, A. Picard, 1914[5] ;
- Éd. Elisabeth Van Houts, 2 volumes, Oxford, Clarendon Press, 1992 et 1995[6]. Texte latin et traduction anglaise en regard.